# Pleasant Hill (Alabama)
Pleasant Hill es una comunidad no incorporada en el condado de Dallas, Alabama, Estados Unidos.

## Historia
La comunidad comenzó como un puesto comercial llamado Fort Rascal antes de la remoción de los indígenas. Obtuvo una oficina de correos en 1828 y el nombre se cambió a Pleasant Hill. La comunidad fue visitada por Philip Henry Gosse, un naturalista inglés, durante un período de ocho meses en 1838 cuando enseñó en la escuela para Reuben Saffold, un plantador propietario de Belvoir y juez de la Corte Suprema de Alabama. Sus estudios y dibujos de la flora y la fauna de la zona y sus recuerdos de la esclavitud se publicaron más tarde en su libro Cartas de Alabama.
Pleasant Hill tiene un sitio incluido en el Registro Nacional de Lugares Históricos, la Iglesia Presbiteriana de Pleasant Hill. Tiene varios sitios que figuran en el Registro de Monumentos y Patrimonio de Alabama y uno cercano, Belvoir.